# モンテッキオ
モンテッキオ（伊: Montecchio）は、イタリア共和国ウンブリア州テルニ県にある、人口約1,500人の基礎自治体（コムーネ）。

## 地理

### 位置・広がり
テルニ県中部のコムーネ。

#### 隣接コムーネ
隣接するコムーネは以下の通り。括弧内のVTはヴィテルボ県、PGはペルージャ県所属を示す。
- アヴィリアーノ・ウンブロ
- バスキ
- チヴィテッラ・ダリアーノ (VT)
- グアルデーア
- オルヴィエート
- トーディ (PG)

### 気候分類・地震分類
モンテッキオにおけるイタリアの気候分類 (it) および度日は、zona D, 2051 GGである。
また、イタリアの地震リスク階級 (it) では、zona 3 (sismicità bassa) に分類される。